# Jože Plečnik
Jože Plečnik (Ljubljana, 1872. január 23. – Ljubljana, 1957. január 7.) szlovén építész. A 20. századi szlovén építészet egyik legnagyobb alakja.

## Élete
Andrej Plečnik ljubljanai műbútorasztalos négy gyermeke közül harmadikként született a Gradišče utca 14-ben; anyja, Helena Molka háztartásbeli volt. 1878 és 1882 között Ljubljanában járt elemi iskolába. és eleinte úgy tűnt, hogy ő a legbutább gyerek a családban:
- Andrej bátyja teológiát tanult és pap lett,
- Marija nővére sokáig apácának készült,
- öccse, Janez a bécsi egyetem elvégzése után orvos lett,

Jože viszont kimondottan gyenge tanuló volt. Miután apja belátta, hogy fia németből, latinból, sőt, matematikából sem tudja a minimumot teljesíteni, az első év végén kivette a gimnáziumból, és felvette tanulónak műhelyébe. Ott aztán rajztehetségével, befelé forduló, elmélyült koncentrációjával és gyakorlati érzékével kitűnt inastársai közül, és Carniola tartomány ösztöndíjával bekerülhetett egy grazi asztalosipari iskolába, ahol 1892-ben felsőfokú bútortervező és -kivitelező képesítést szerzett.
Az építész-tanár Leopold Theyer közbenjárására munkát rajzolónak és bútortervezőnek alkalmazták egy bécsi cégnél. Iskolás éveiben főleg a rajz és festészet foglalkoztatta, majd 1892 és 1894 között, bútortervezőként ismerte meg alaposabban a manierizmus és a barokk, a rokokó dekorativitás komplex formai jegyeit. Emellett közel álltak hozzá az olyan, újabb keletű művészeti irányzatok, mint az impresszionizmus, a szimbolizmus és Gustave Doré monumentális, emocionális romanticizmusa. Rendkívüli hatással volt rá Otto Wagner: Moderne Architektur című könyve, és elfogult lelkesedéssel vallotta, hogy az építészet radikális megújítása elvezethet egy jobb és emberibb világhoz.
Miután személyesen is megismerkedett Wagnerrel, 1894-ben az ő irodájába ment át dolgozni. Egy év múlva e munka mellett beiratkozott Wagner osztályába a Képzőművészeti Akadémiára (Gemäldegalerie der Akademie der bildenden Künste). 1898-ban osztályának legjobb hallgatójaként végzett. 1898 késő őszétől 1899 júniusáig a legjobb diplomamunkáért járó, legmagasabb rangú Róma-díj nyerteseként Olaszországba és Franciaországba utazhatott. Ahogy megismerte az ókori, ókeresztény templomépítészetet, a korai reneszánsz tobzódását és a késő reneszánsz építészet mélységeit, egyre idegenebbnek érezte a Wagner-iroda technicista szemléletét. Amikor 1899-ben visszatért Bécsbe, Otto Wagner őt nevezte ki a stúdiója vezető építészévé, de elégedetlensége egyre fokozódott. Wagner fiával, Ottóval tervezett közös cége sem jött létre. Csaknem egyedül tervezte a bécsi városi vasút Roßauer Lände és Schottenring állomásépületeit, majd 1901-ben elhagyta mesterét, és önállóan kezdett dolgozni.
1911-ig szabadúszó építészként családi házakat, lakó- és üzleti épületeket, templomokat, emlékműveket és belsőket tervezett. Első lakóházaira:
- Langer-villa (Bécs, Hietzing, 1900–1901),
- Loos-villa (Melk, 1901),
- Langer-bérház (Bécs, Margareten, 1901–1902),
- Zacher-bérház (Bécs, Innere Stadt, 1903–1905)

a hagyományos, puritán, geometrikus alaprajz és a homlokzaton „textilszerűen” alkalmazott tégla-, illetve kőborítás jellemzi. Ezzel épp úgy szembehelyezkedett a korszak szecessziós dekorativitásával, mint a neostílusokat vegyítő eklektikával, és visszanyúlt a régió, illetve szűkebb hazája, Szlovénia szláv-szakrális építészeti gyökereihez. Mind többre értékelte a vallásos művészet megújítására törekvő beuroni iskola festő szerzeteseit, akik az individualizmus helyett az isteni, időtlen kifejezési formákat keresték az egyiptomi és őskeresztény hagyományokban. 1905-ben a bécsi Secession-ban együtt állított ki a beuroni festőkkel, és végképp elkötelezte magát a szakrális építészet mellett. Első ilyen munkája a Szentlélek-templom az Ottakringen (1908–11).
Akadémiai osztálytársa és barátja, Jan Kotěra meghívására Plečnik a prágai Iparművészeti Iskola professzora lett, ezalatt számos épületet, bútort és kegytárgyat tervezett.
1919-ben összebarátkozott Tomáš Garrigue Masaryk államelnökkel, aki 1920-ban meghívta, hogy vegyen részt a prágai vár felújításában és az új cseh nemzetállam hatalmát reprezentáló „nemzeti akropolisszá” átépítésében. Kotěra halála után Plečniket nevezték ki a prágai vár főépítészévé; megbízták a vár kertek, udvarok és belső terek renoválásával és áttervezésével, a Hradzsin várkerület terveinek elkészítésével. Prágai munkáit 1933-ban fejezte be.
Ugyancsak 1920-tól az újonnan alapított Ljubljanai Egyetem műszaki karán is professzor volt. 1921-től haláláig (az 1943 és 1945 közötti háborús időszakot kivéve) az építészeti rajz és kompozíció professzora, egyúttal a Plečnik-iskolaként működő műterem vezetője volt.
A második világháborúig rengeteg közteret és épületet tervezett Szlovéniában: több templomot, közintézményt és banképületet; egy templomot Belgrádban is. 1929-től felújította a Gradaščica folyó partszakaszai, átalakította a Tivoli parkot. A háború alatt Ljubljanába és Szlovénia más helyszíneire tervezett monumentális épületeket.
1947-ben felkérték a szlovén parlament terveinek elkészítésére, de az általa tervezett épületet nem építették meg. Nagyszabású tervei közül nem épült meg a Szabadság székesegyház sem. Plečnik és műterme több nemzeti és háborús emlékművet emelt. Renoválta a teuton lovagok križankei monostorát (1952-1956), Kranjban a színházat (1952-53) és a Rosario-lépcsőt (1953-54), szerte az országban több templomot és kápolnát.
Rövid betegség után 1957. január 7-én, nem sokkal 85. születésnapja előtt Ljubljanában, A Ljubljanához tartozó trnovói házában hunyt el.

## Munkássága
Három közép-európai fővárosban is jelentőset alkotott; stílusára egyéni neoklasszicizmus és mívesség jellemző. Ljubljanában a Szlovén Nemzeti és Egyetemi Könyvtár (1936–1941) a belváros meghatározó épületévé és egyben nemzeti kulturális szimbólummá vált. A város szélén álló Žale temető (1937–1940) a kegyeleti építészet felülmúlhatatlan példája.
Mindennek ellenére fő művének nem valamely konkrét épületet kell tekintenünk, hanem Ljubljana mai, egységes benyomást kelő városképének kialakítását az „új Athén” szellemében (1926-1957). A víz és a szárazföld játékával a hellén építészet modern kori változatát dolgozta ki. Modern szellemiségű munkáiban minduntalan visszanyúlt az ókori és középkori építészet hagyományaihoz. Így például „kedvenc” épületszerkezeti elemei az oszlopok voltak, de az ő oszlopai mindig eltérnek a klasszikus arányoktól, oszloprendtől. Ars poeticáját így foglalta össze:
„Pókként fűzöm szálaimat a hagyományhoz,
hogy belőlük megszőjem saját hálómat.”
Határozott stílusának köszönhetően a város maga is műalkotássá vált, és mindenhol felismerhető rajta Plečnik kézjegye.
Nemcsak építészként és várostervezőként, de mint iparművészet is jelentőset alkotott.

## Jelentős épületei

### Bécsben
- Langer-ház (1900–1901),
- Zacher-ház (1903–1905),
- Szent Károly — Borromeus kút (1906-1909), Josef Engelhart szobrásszal közösen,
- Szentlélek-templom (1908–1913. az Ottakringen)

### Prágában
- Prágai vár (1920–1934):
  - az Új királyi palota oszlopcsarnoka (1927–1951 között épült meg),
  - az Első udvar díszes zászlótartó oszlopai,
  - sala terrena típusú kilátóterem az Új várlépcső felett,
  - a Harmadik udvar végleges arculata,
  - az elnöki palota bejárata a Harmadik udvarban (1927-ben tervezte, 1929–1931 között épült),
  - az Első udvar rendezése és a Paradicsomkert (Rajská zahrada) (1920–1926),
- a Lány-kastély (a köztársasági elnök nyári rezidenciájának) átalakítása
- Szent Szív templom (Jézus Szíve) a Vinohrady kerületben (1928–1932)

### Ljubljanában
- Bežigrad Stadion (1923–1939)
- Assisi Szent Ferenc-templom (1925–1927)
- Szlovén Kereskedelmi és Iparkamara székháza (1925–1927)
- Katolikus Biztosítótársaság Bankja (1928–1930)
- Hármas híd (1929–1932)
- Szlovén Nemzeti és Egyetemi Könyvtár (1936–1941)
- Cipészek hídja (Čevljarski most, illetve Šuštarski most) (1931–1932)
- Peglezen épület (1932–1934)
- Žale temető búcsúztató termei (1937–1940)
- Halpiac (1939–1942)
- Ursuline gimnázium (1939–1940)

2021 óta Jože Plečnik ljubljanai művei közül hét épület és híd a világörökség részét képezi.

### Szlovénia más településein
- Krisztus Mennybemenetele templom (Bogojina, 1924–1927)[13]
- Szent Mihály arkangyal templom (Sveti Mihael na Barju), (Črna vas, Ljubljana mellett, 1925–1939)
- Takarékpénztár (Celje, 1927–1930)
- Angyali üdvözlet temploma (Ponikve, 1952–1958)
- Tito marsall kerti pavilonja a Brioni-szigeteken (1956)

### Az egykori Jugoszlávia más köztársaságaiban
- Páduai Szent Antal templom (Belgrád, 1928–1932)
- a Vöröskereszt székházának tornya (Belgrád, 1928–1932)

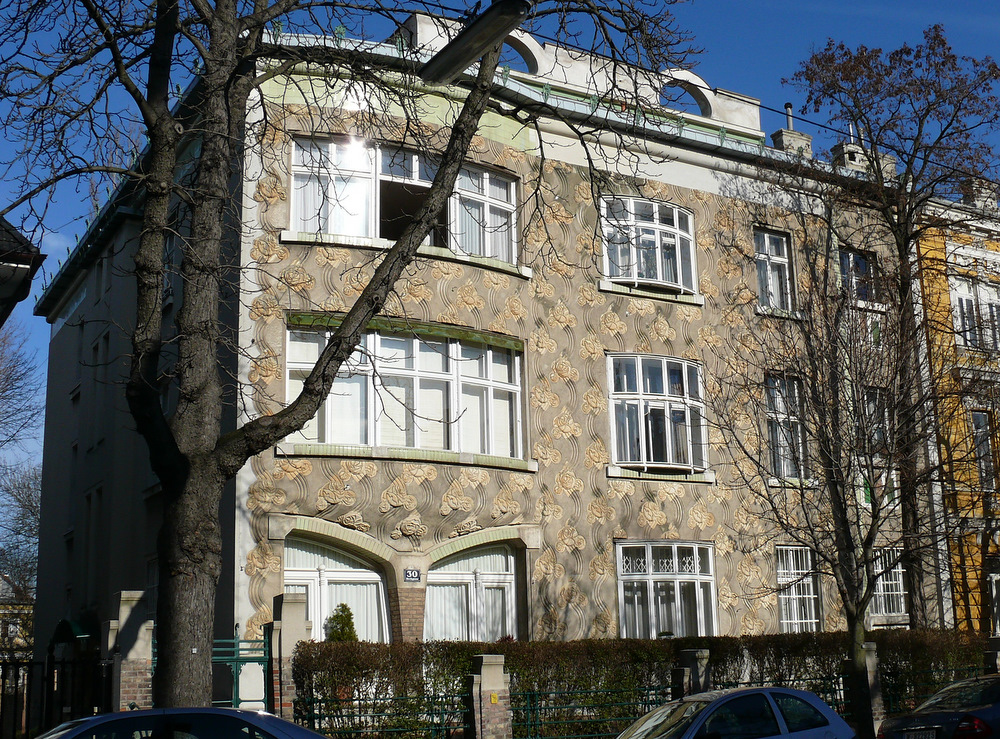
Langer-villa (Bécs, 1900–1901)
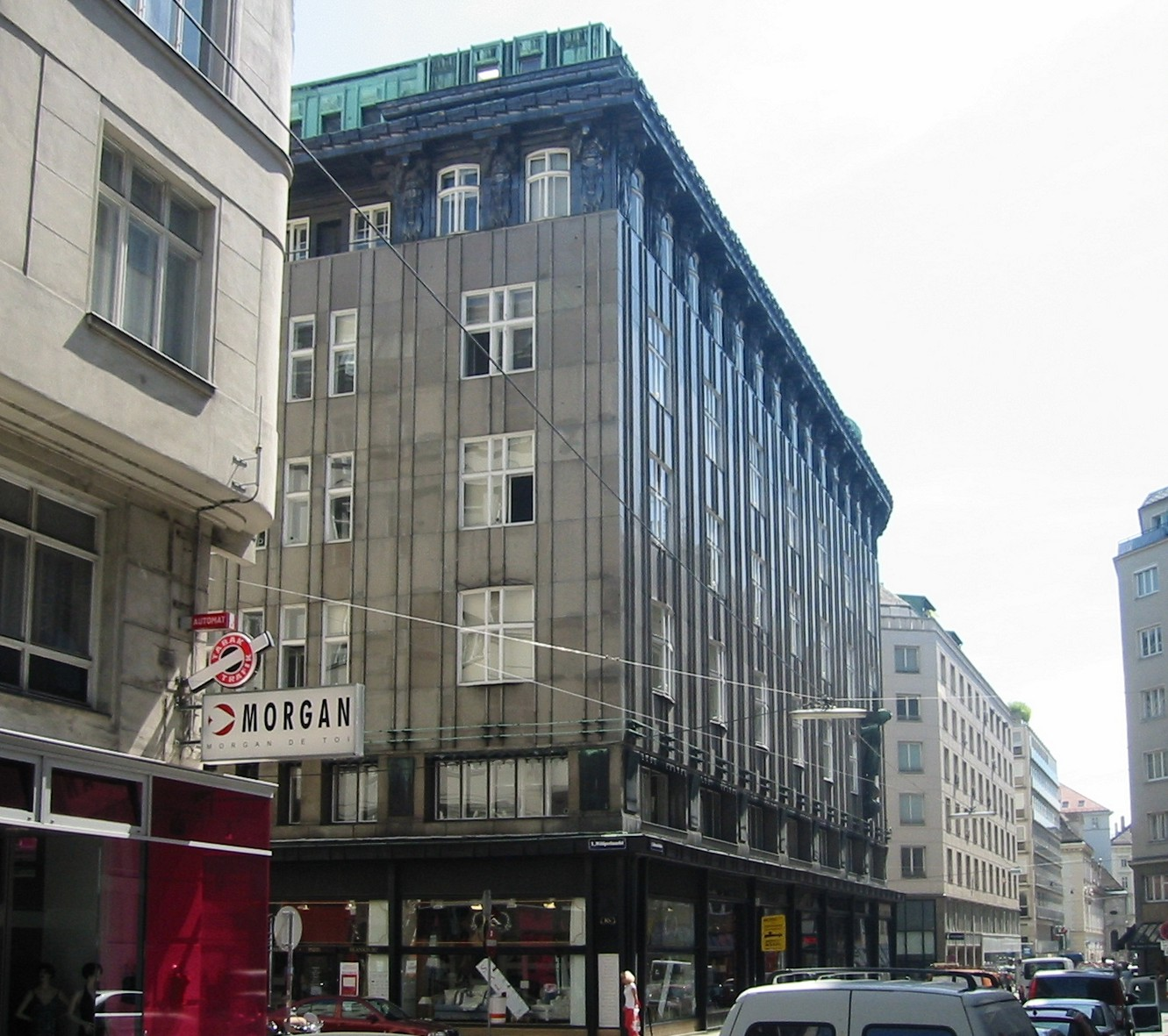
Zacher-bérház (1903–1905)
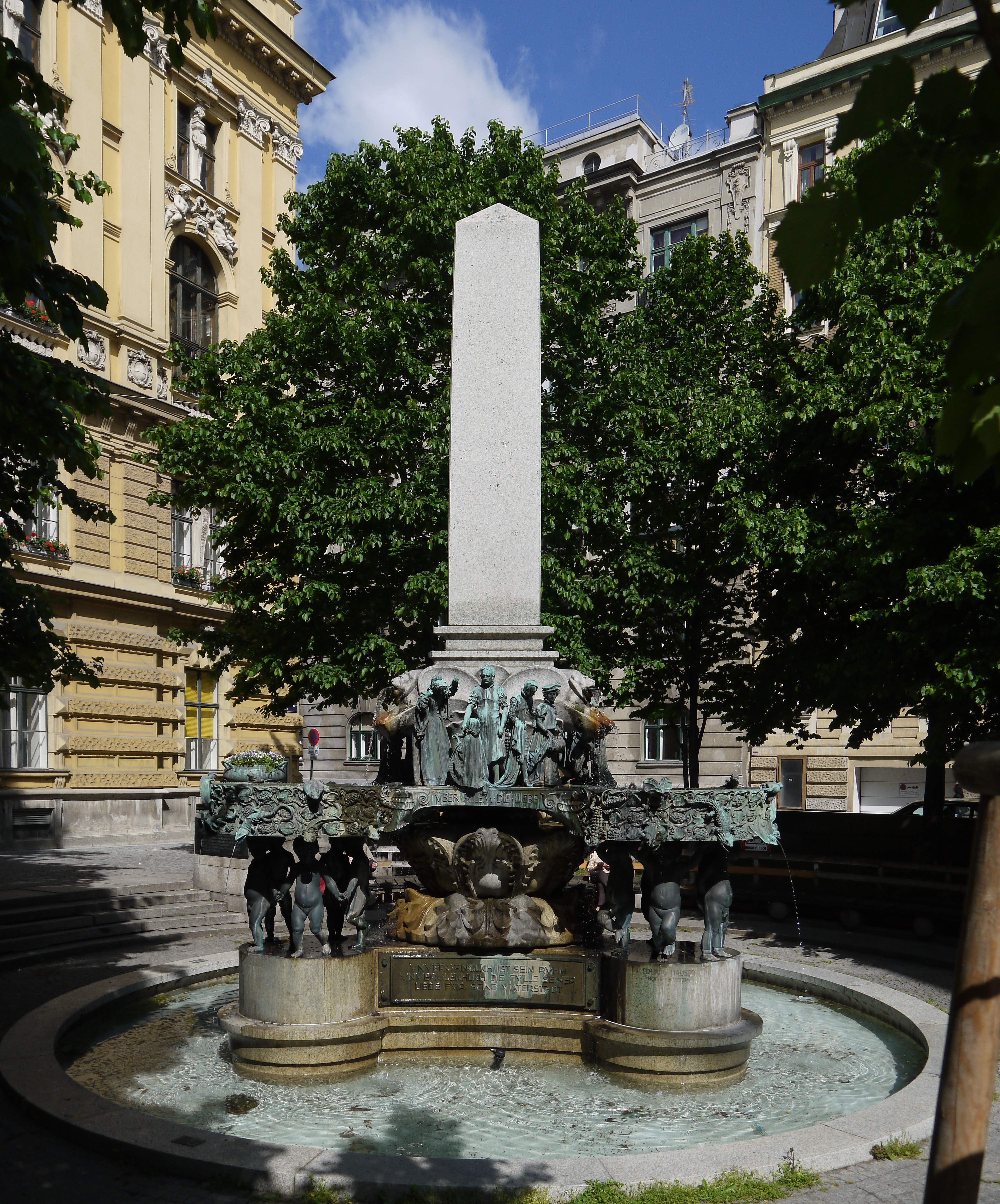
Szent Károly — Borromeus kút (1906-1909)
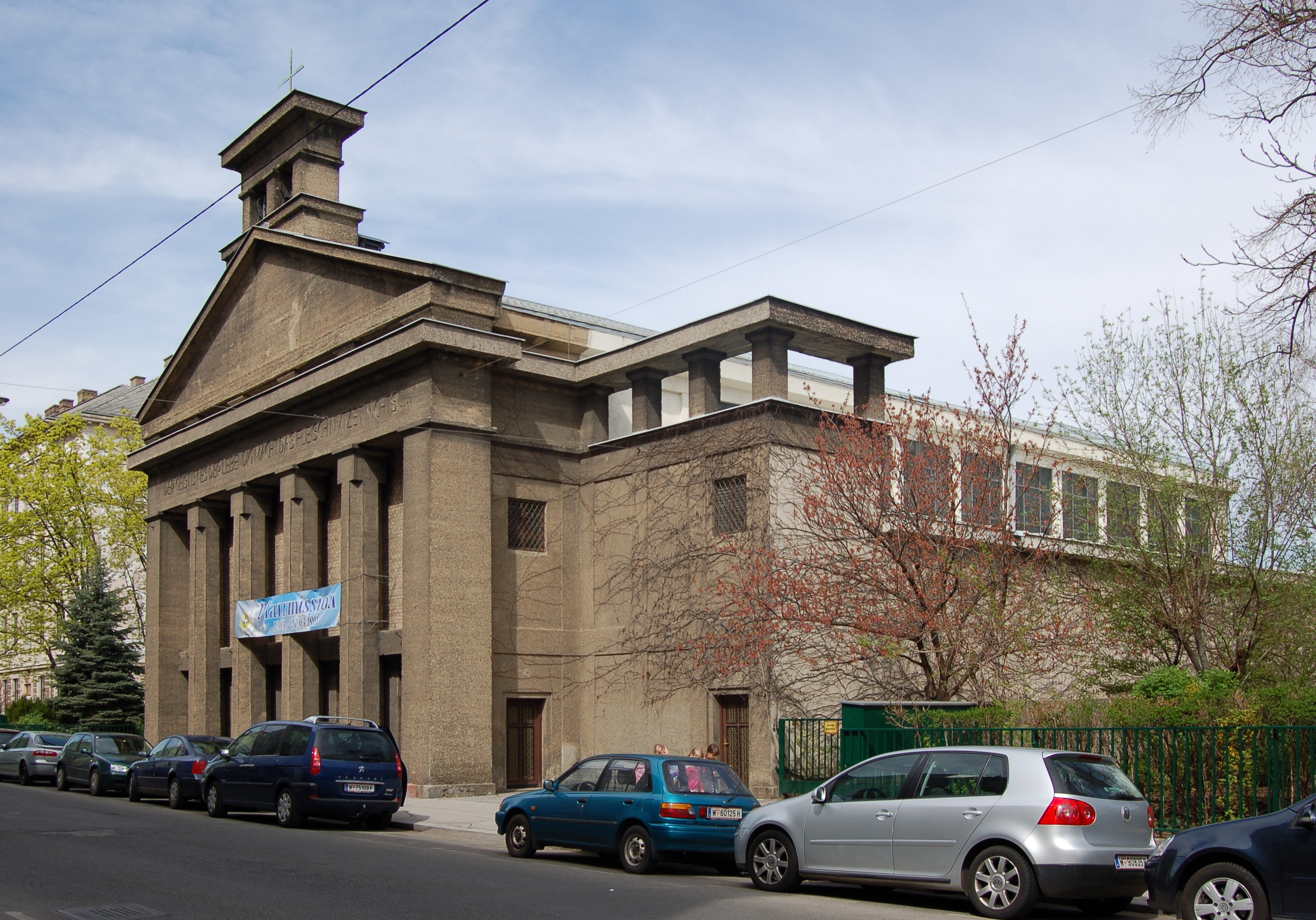
Szentlélek-templom (1908–1913)
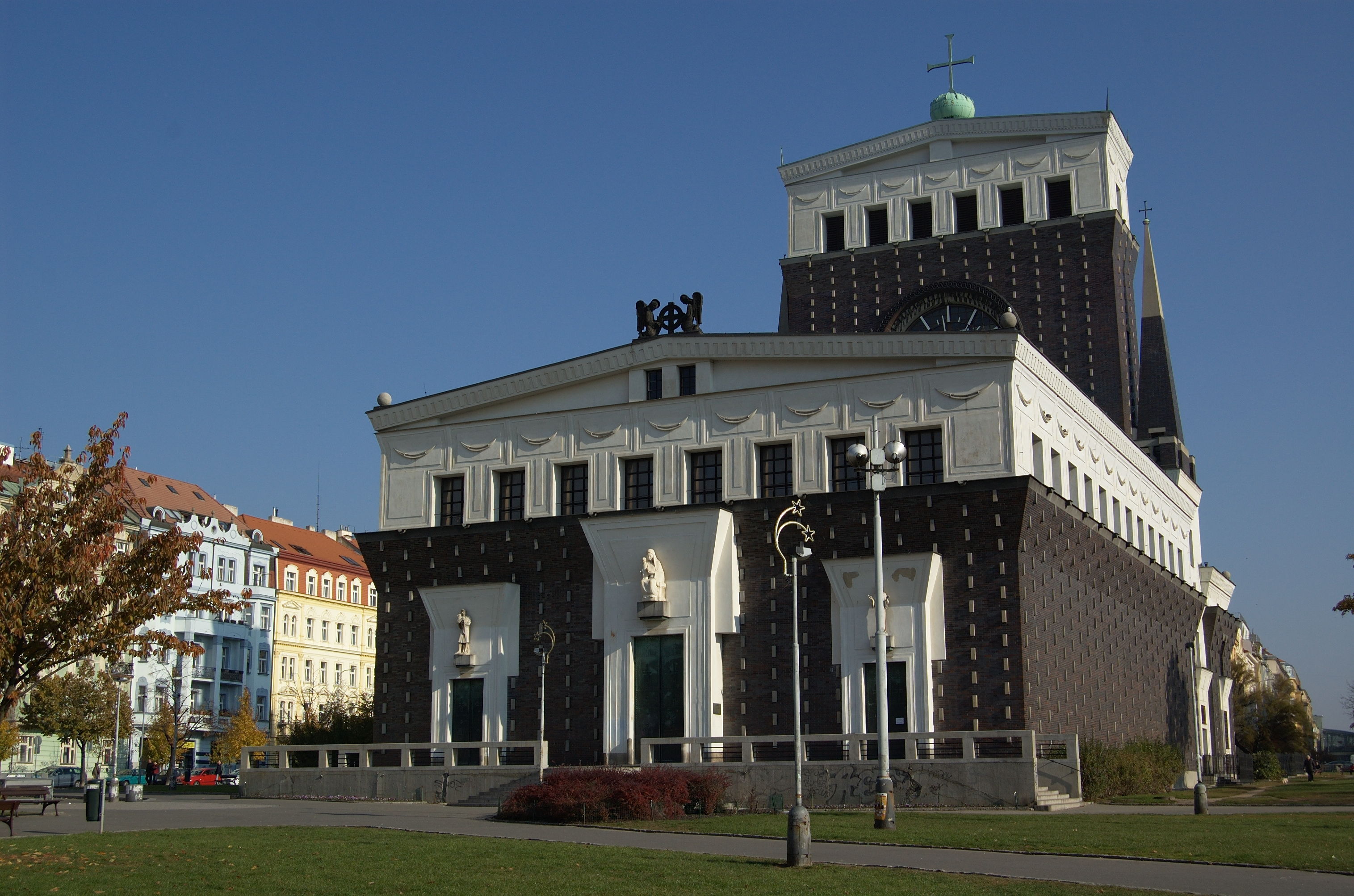
Szent Szív templom (Prága, 1928–1932)
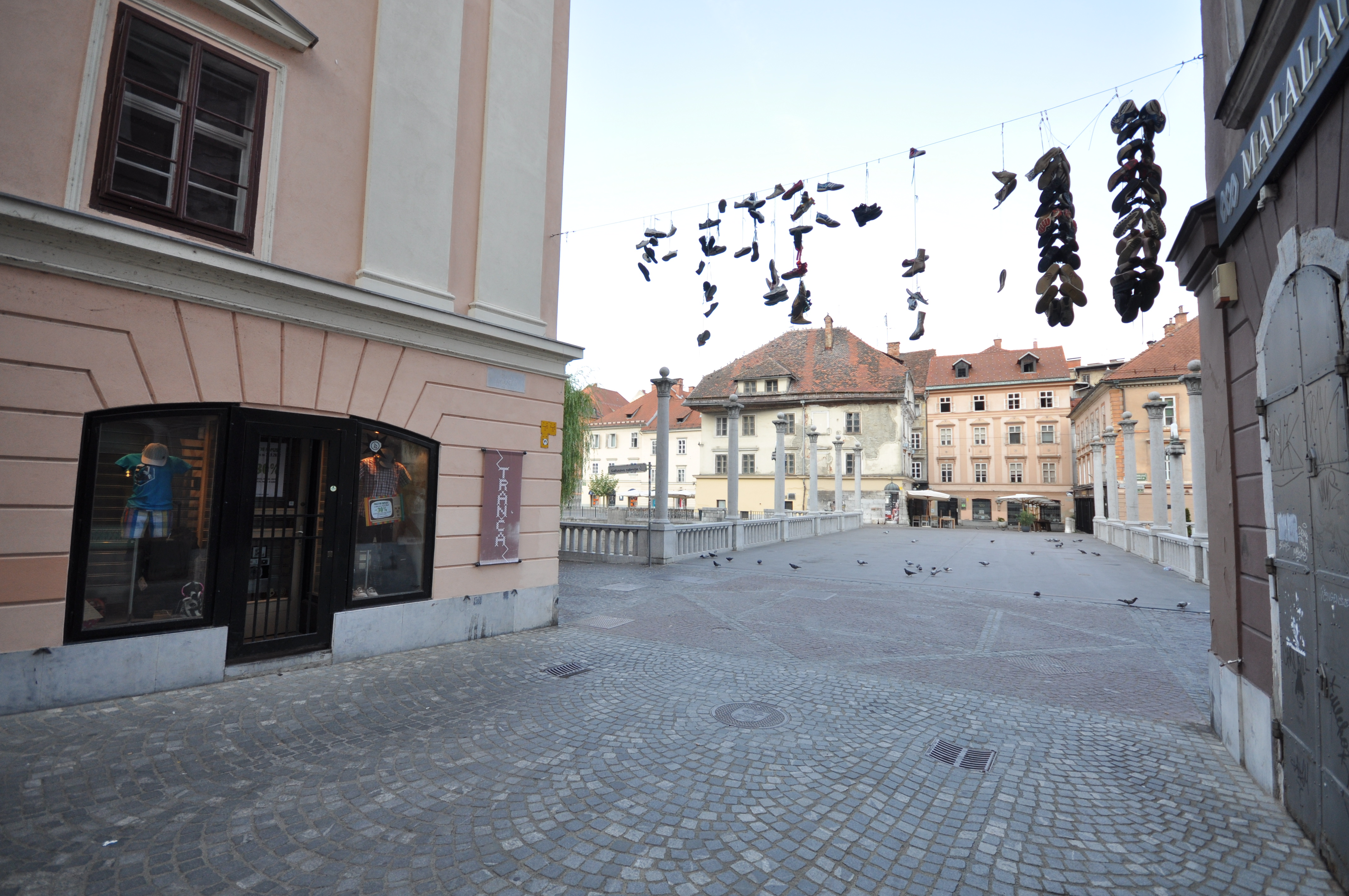
Cipészek hídja (Ljubljana, 1929–1932)

## Jelentősége, emlékezete
A nemzetközi építész szakma a modernizmus lehanyatlásával, az 1980-as években fedezte fel életművét. Azóta a posztmodern építészet előfutárának tekintik, sorra jelennek meg róla a tanulmányok.
Ljubljanai lakóháza (Trnovska ulica) ma múzeum.

## Fordítás
- Ez a szócikk részben vagy egészben  a   List of works by Jože Plečnik című angol Wikipédia-szócikk ezen változatának fordításán alapul.  Az eredeti cikk szerkesztőit annak laptörténete sorolja fel. Ez a jelzés csupán a megfogalmazás eredetét és a szerzői jogokat jelzi, nem szolgál a cikkben szereplő információk forrásmegjelöléseként.